# Alao
Alao es una isla de Chile, ubicada en la comuna de Quinchao, en el archipiélago de Chiloé.

## Geografía
La isla tiene 8,8 km² de superficie. La zona norte es escarpada con barrancos de mediana altura y la zona sur es baja; allí es donde se ubican los caminos y fondeaderos.
Está dividida en varios sectores: Apao, Cuilelo, Duo, Huechuñ, La Capilla, La Vega, Lagual y Miraflores. Huechuñ está al oeste de la isla, donde también existe un puerto de anclas, marcado en las cartas de Navegación y también es el sitio en que se realizan los quelcunes de las embarcaciones de pesca - antiguamente chalupones a vela - que es esperar a que el temporal amaine. En Apao es donde hay más presencia de pescadores artesanales y en La Capilla esta La Iglesia y un cementerio.

## Población
En la Noticia breve y moderna del Archipiélago de Chiloé, atribuida al misionero jesuita Segismundo Guell, aparece la isla de Alao como parte de la llamada "Misión Circular" y se menciona que a mediados de la década de 1760 había 7 familias indígenas que hacían un total de 22 personas. Para la década de 1860 contaba con 478 habitantes, un caserío y una capilla. Según el censo de 1992, la población era de 497 personas, mientras que en el censo de 2002, era de 462 personas repartidas en 121 viviendas, todas rurales. y según una encuesta de salud llevada a cabo en la isla el año 2012, la población se había reducido a 397 personas (200 hombres y 197 mujeres), con un 30,22% de menores de 18 años. Según la misma encuesta de salud, más del 80% de la población declara pertenecer al pueblo mapuche (y unas cuantas personas se autoidentifican como huilliches); entre los apellidos más comunes se encuentran Cheuquepil, Calbuyahue, Millalonco y Antisoli.

## Economía
La actividad principal es la explotación de la agricultura a pequeña escala para la subsistencia (sobre todo papas, hortalizas, trigo, avena y ajos), ganadería ovina y bovina. Existen bosques nativos cuyos árboles principales son arrayanes, ciruelillos. lumas, tiques y ulmos.
Actividades secundarias son la pesca artesanal y la extracción de algas. La pesca del jurel fue posible hasta mediados de la década del 2000, desapareciendo luego junto a otras especies típicas de la zona. El alga que se extrae es el sargazo, mientras que el pelillo casi ha desaparecido. Durante el verano (diciembre a marzo) algunas familias emigran a la isla Auteni o a la costa de Chaitén, en el continente, con el fin de extraer y secar pelillo y luga, para vendérselo a intermediarios.
La llegada de la industria salmonera ha dejado huellas en el litoral, perdiéndose los bancos de choritos y navajuelas, almejas y Jaivas, debido al amoniaco proveniente de los desechos de las jaulas con salmones.
El turismo se encuentra aun sin explotar, existiendo lugares de interés tales como un antiguo cementerio en Huechún, del que solo se sabe la existencia por el relato oral traspasado de generación en generación. La Piedra del Chancho, es una roca con forma de cabeza de cerdo montada sobre 3 rocas pequeñas que forman un triángulo y está sobre una tarima de roca más blanda conocida como laja. También existen antiguos corrales de pesca.
Para llegar a Alao, los puertos de embarque son Achao (capital comunal) y [[Che[cita requerida]quián]] y la navegación demora entre 1 y 2 horas. En la isla existen algunos hospedajes y algunos lugares para acampar.
Alao cuenta con su propio himno[cita requerida] y sus habitantes participan en el Encuentro las Islas del Archipelago. La religión es mayoritariamente católica y evangélica, entre cuyas denominaciones se encuentra la iglesia adventista. La principal fiestas religiosa católica es la del Nazareno de Cahuach, celebrada en la isla de Cahuach el 30 de agosto y en la que los fieles de Alao tienen participación especial, como uno de los "Cinco Pueblos".
Según el municipio de Quinchao, Alao es la isla con mayor índice de pobreza dentro de la comuna. Hay escasez de trabajos remunerados y los existentes los desempeñan principalmente profesionales foráneos, mientras que en el año 2012, casi toda la población adulta de la isla percibía el sueldo mínimo. Muchos alahuanos emigran en busca de mejores condiciones de vida, hacia lugares como Achao, Castro o Dalcahue y muchos de los jóvenes que salen a estudiar, no regresan al concluir la enseñanza media.
Instituciones como Indap y la municipalidad de Quinchao llevan a cabo programas de ayuda y capacitación para la comunidad.
La isla cuenta con suministro de energía eléctrica, lo cual ha significado una mejora en las condiciones de vida.
La atención de salud se realiza en un consultorio básico, pero si se trata de urgencias se atienden mediante una ambulancia móvil marítima. El buque hospital Cirujano Videla de la Armada de Chile realiza operativos médicos periódicos en Alao y otras islas del mar interior de Chiloé.